# Gene Johns
Harold Gene Johns (6 de outubro de 1927 – 11 de agosto de 1984) foi um político americano.
Johns nasceu em Carrier Mills, Illinois, e estudou em escolas públicas em Harrisburg, Illinois. Ele serviu no United States Navy Air Corps. Johns formou-se na Southern Illinois University em 1952. Ele morava em Marion, Illinois, com a sua esposa e família. Trabalhou no setor de petróleo e serviu no Senado de Illinois de 1971 até à sua morte em 1984. Ele era um democrata. Johns morreu de cancro no Carbondale Memorial Hospital em Carbondale, Illinois.